# Sesto Caio Baccelli
Sesto Caio Baccelli o Sesto Cajo Baccelli, conosciuto anche popolarmente come "lo Strolago di Brozzi" (fl. XVII secolo) è stato un astrologo e cabalista italiano vissuto intorno al 1600.
Non sappiamo molto di questo curioso personaggio, solo che nacque e visse nel sobborgo fiorentino (nell'attuale via di Brozzi, nella zona tra l'ex comune e il "Torrione") e che era nipote del celebre astrologo cosentino Rutilio Benincasa, vissuto dal 1555 al 1626.
La sua fama, oltre che a un detto popolare ("Essere come lo strolago di Brozzi che riconosceva i pruni al tasto e la merda al puzzo" pare cioè che riconoscesse il rovo al tasto e lo sterco coll'olfatto, che la dice lunga sulle effettive capacità divinatorie del personaggio) è legata alla pubblicazione di un popolarissimo almanacco-lunario annuale per agricoltori (Il vero Sesto Caio Baccelli-Guida dell'agricoltore), non sappiamo se ideato dal Baccelli stesso o a lui dedicato (non è nota la data della prima edizione), tuttora pubblicato ogni anno, contenente consigli agricoli, fasi lunari, previsioni del tempo, rime e altro.